# President's Intelligence Advisory Board
Le President's Foreign Intelligence Advisory Board (PFIAB, « Conseil consultatif du renseignement étranger pour le président ») est une partie du Bureau exécutif du président des États-Unis. Selon son site officiel, il « conseille le président sur la qualité et la pertinence de la collecte des données [obtenues par les agences de renseignements], des analyses et des prévisions, du contre-espionnage et de toute autre activité de renseignements, ».
Le PIAB, par son Intelligence Oversight Board (IOB), conseille également le président sur la légalité des opérations de renseignements en pays étranger.

## Histoire
Fondé en 1956 par le président des États-Unis Dwight David Eisenhower, ses 16 membres sont désignés par le président en fonction de leur expérience, leur indépendance et leur intégrité. Ils sont extérieurs au gouvernement.
Le PFIAB est officiellement recréé par un ordre présidentiel avec chaque nouvelle administration. En 2009, sous l'administration Obama, il devient le President’s Intelligence Advisory Board.

### Intelligence Oversight Board
Pour les articles homonymes, voir IOB.
Le président Gerald Ford a créé l’Intelligence Oversight Board (IOB) à la suite d'enquêtes du Congrès des États-Unis en 1975-76 sur des opérations d'espionnage menées sur le territoire américain, des opérations d'assassinats et d'autres abus par les agences de renseignements. Son ordre exécutif a pris effet le 1er mars 1976. En 1993, l'IOB est devenu un comité du PFIAB par l'ordre exécutif 12863. 
L'une des tâches du IOB est d'examiner les violations de la loi ainsi que des directives touchant les surveillances clandestines. L'IOB recevait des rapports quadrimestriels de la plupart des agences de renseignements américaines. Treize cas mettant en cause le FBI entre 2002 et 2004 ont été examinés par l'IOB
Dans l'ordre exécutif émis le 29 février 2008, le président George W. Bush a retiré à l'IOB l'autorité de superviser le conseil général et l'inspecteur général de chaque agence de renseignement américaine, et éliminé l'obligation de chaque inspecteur général de remettre un rapport à l'IOB à tous les trois mois. L'ordre a aussi retiré l'autorité à l'IOB de saisir le DOJ d'une enquête criminelle et ordonne à l'IOB de signifier un problème au président seulement si les autres autorités officielles ne s'occupent pas « adéquatement » du problème.

## Mission
Son rôle est d'évaluer la qualité, la quantité et l'adéquation des informations collectées par les analyses. Il contrôle les performances de toutes les agences de renseignement des États-Unis, vérifie la bonne exécution de la politique du président en la matière et lui rapporte directement ses informations.
Chaque semestre, il livre au pouvoir exécutif un rapport relatant les changements, moyens et recommandations nécessaires à la poursuite d'une politique efficace. 
Enfin, il joue le rôle de conseil juridique concernant la légalité des opérations étrangères, et doit prendre les mesures nécessaires en relations avec les problèmes identifiés par le DCI (Director of Central Intelligence), la CIA, etc.

## Liste des directeurs depuis sa fondation
- 2018 : Steve Feinberg

- 2009 : Chuck Hagel et David L. Boren
- 2005-2009 : Stephen Friedman
- 2001-2004 : Lt. Gen. Brent Scowcroft, USAF (Ret.)
- 1997-2001 : Warren B. Rudman
- 1996-1997 : Thomas S. Foley
- 1995-1996 : Warren B. Rudman
- 1994-1995 : Les Aspin
- 1993-1994 : amiral William Crowe, Jr., US Navy (Ret.)
- 1991-1993 : amiral Bobby Inman, USN (Ret.)
- 1990-1991 : John Tower
- 1982-1990 : Anne Armstrong
- 1976-1977 : Leo Cherne
- 1970-1976 : amiral George Whelan Anderson Jr. (en), USN (Ret.)
- 1968-1970 : gén. Maxwell D. Taylor, US Army (Ret.)
- 1963-1968 : Clark Clifford
- 1956-1963 : Dr James R. Killian

### Traductions
1. ↑  (en) « provides advice to the President concerning the quality and adequacy of intelligence collection, of analysis and estimates, of counterintelligence, and of other intelligence activities »